# Kentucky
Kentucky (anglická výslovnost  [kənˈtʌki]IPA, oficiálně Commonwealth of Kentucky) je unijní stát nacházející se ve východní jižní oblasti Spojených států amerických. Kentucky hraničí na severu s Indianou a Ohiem, na východě se Západní Virginií a Virginií, na jihu s Tennessee a na západě se státy Missouri a Illinois.

## Historie
Území dnešního státu Kentucky bylo před příchodem evropských osadníků osídleno indiánskými kmeny. Na jihu to byli Čikasavové a Kríkové, na jihovýchodě Čerokíové, v západní části Šavanové, ve střední části kmen Tutelo, hovořící siuským jazykem, na severovýchod zasahovali Irokézové. Na území pozdějšího Kentucky první evropští průzkumníci prokazatelně dorazili ve druhé polovině 17. století. Stálá britská osídlení začala vznikat až o století později – první v roce 1774. Oblast byla od té doby součástí Virginie, která zde zřídila okres Kentucky (Kentucky County), jenž pravděpodobně získal své jméno z irokézského slova kenhtà:ke, označující louku nebo prérii. Následně se region z Virginie vydělil a 1. června 1792 se Kentucky stalo 15. státem USA.

## Geografie
Se svou rozlohou 104 659 km² je Kentucky 37. největším státem USA, v počtu obyvatel (4,4 milionu) je 26. nejlidnatějším státem a s hodnotou hustoty zalidnění 43 obyvatel na km² je na 22. místě. Hlavním městem je Frankfort s 25 tisíci obyvateli. Největšími městy jsou Louisville s 610 tisíci obyvateli, dále Lexington (310 tisíc obyv.), Bowling Green (60 tisíc obyv.), Owensboro (60 tisíc obyv.) a Covington (40 tisíc obyv.). Nejvyšším bodem státu je vrchol Black Mountain s nadmořskou výškou 1263 m v pohoří Cumberland Mountains. Největšími toky jsou řeky Mississippi, tvořící hranici s Missouri, Ohio, vytvářející hranici s Ohiem, Indianou a Illinois, Tennessee, Cumberland a Kentucky.

## Obyvatelstvo
Podle sčítání lidu z roku 2010 zde žilo 4 339 367 obyvatel. Území bylo postupně osidlováno osadníky koncem 18. století, bojů s Indiány se zde účastnil i George Washington. Obyvatelé jsou především britského původu i díky tomu, že většinou žijí na venkově.[zdroj?]

### Rasové složení
- 87,8 % Bílí Američané
- 07,8 % Afroameričané
- 00,2 % Američtí indiáni
- 01,1 % Asijští Američané
- 00,1 % Pacifičtí ostrované
- 01,3 % Jiná rasa
- 01,7 % Dvě nebo více ras

Obyvatelé hispánského nebo latinskoamerického původu, bez ohledu na rasu, tvořili 3,1 % populace.

### Náboženství
- křesťané – 86 %
  - protestanti – 70 %
    - baptisté – 35 %
    - metodisté – 5 %
    - letniční církve – 4 %
    - Church of Christ – 3 %
    - luteráni – 2 %
    - presbyteriáni – 2 %
    - jiní protestanti – 19 %

  - římští katolíci – 15 %
  - jiní křesťané – 1 %
- židovství – 0,01 %
- jiná náboženství – <1 %
- bez vyznání – 14 %

## Události a zajímavosti
Největší město v Kentucky Louisville se proslavilo závody na koních. Nachází se zde například závodiště Churchill Downs. Na něm se každoročně první sobotu v květnu koná Kentucky Derby, v celoamerickém měřítku významné rovinové dostihy tříletých anglických plnokrevníků (Thoroughbreads). Tyto závody jsou součástí a vyvrcholením 14 dní trvající velké lidové slavnosti zvané Kentucky Derby Festival.
Stát je známý výrobou bourbonu (Jim Beam). Je také domovským státem celosvětově činné gastronomické společnosti KFC – Kentucky Fried Chicken (Kentucká smažená kuřata). Mnozí farmáři v Kentucky se zabývají chovem ušlechtilých koní.